# 許由

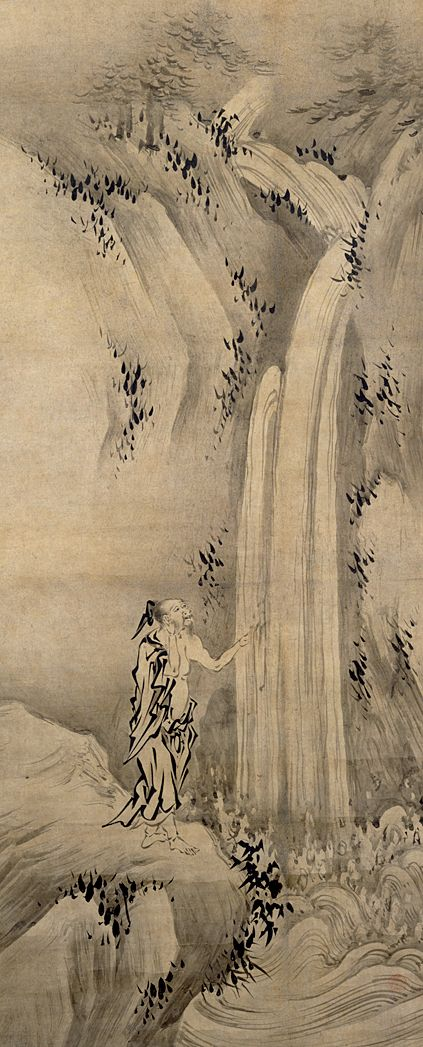
許由 - 狩野永徳『許由巣父図』

許由（きょゆう）は、中国古代の三皇五帝時代の人と伝わる、伝説の隠者である。
伝説によれば、許由は陽城槐里の人でその人格の廉潔さは世に名高く、当時の堯帝がその噂を聞き彼に帝位を譲ろうと申し出るが、それを聞いた許由は潁水のほとりにおもむき「汚らわしいことを聞いた」と、その流れで自分の耳をすすぎ、箕山に隠れてしまったという。
堯から帝位を譲る申し出を受けた一人であり、高士として知られる巣父（そうほ）は、まさに牛にその川の水を飲ませようとしていたが、許由が耳をすすぐのを見て「牛に汚れた水を飲ませるわけにはいかぬ」と立ち去ったという。
その光景は昔から書画の題材としてよく好まれた。伝狩野永徳作『許由巣父図』（東京国立博物館所蔵、重要文化財）などが有名である。
また、兼好法師が記した随筆「徒然草」第十八段にもその名が見られる。
許由は身に蓄えを殆ど持たず、水も手で掬って飲んでいた。それを見たある人が瓢を与えたが、ある日、木の枝に掛けた瓢が風に吹かれて音を鳴らしたのをうるさく感じて捨ててしまい、それ以降は再び手で掬って水を飲んだという。「徒然草」本文では、質素で慎ましやかな彼の心はどれだけ清々しいことだったかと評している。
安能務の小説『封神演義』では、申公豹と同一人物として描かれているが、これは安能版封神演義独自の設定であり、原作の『封神演義』ではそのような描写は全く無い。